# Одбојкашка лопта
Одбојкашка лопта је лопта којом се играју дворанска одбојка и одбојка на пијеску. Лопте за ове спортове и поред визуелне сличности имају неке различите карактеристике.

## Историја
Прву званичну одбојкашку лопту је направила компанија Спалдинг. Према неким изворима то је било 1896, док је према другим прва званична одбојкашка лопта направљена 1900. године. Та лопта је била направљена од три слоја. Први слој је био гумени мјехур за који је кориштена иста гума као код гума за бицикле. Други слој, којим је био обавијен први, је био од материјала сличног гази. Трећи слој је био састављен из неколико дијелова зашивених заједно. Овакав дизајн је омогућавао да лопта буде лагана и лака за играње и да се лако креће кроз ваздух. Лопта се кроз историју мијењала како би била усклађена с новим правилима која су доношена. Данас се одбојкашке лопте дизајнирају тако да максимално користе Магнусов ефекат, у чему је убедљиво најдаље отишла јапанска Микаса чије су лопте са ситним рупицама избор ФИВБ од 2008. године.

## Карактеристике данашњих лопти
Лопта која се користи за дворанску одбојку може бити бијеле боје или комбинација двије или три различите боје. Те комбинације су најчешће плава и жута, као и црвена, бијела и зелена. Праве се у двије основне величине: лопта за млађе категорије је мало мања и много лакша од лопте која се користи у сениорској одбојци. Стандардна одбојкашка лопта, за сениоре која је иста и за мушку и за женску одбојку, према званичним правилима, треба да има обим од 65-67 центиметара, масу од 260-280 грама и унутрашњи притисак од 0,3-0,325 атмосфера. Лопта за млађе категорије има обим од 63-65 центиметара, масу од 200-220 грама и притисак од 0,3 атмосфере. Спољни слој лопте може бити од флексибилне коже или синтетике, а унутрашња комора од гуме или сличног материјала.
Лопте за одбојку на пијеску су нешто веће од лопти за дворанску одбојку. Имају грубљу површину и мањи унутрашњи притисак. Треба да буду обојене свијетлим бојама или да буду бијеле боје. Правила налажу да обим лопте буде 66-68 центиметара, маса 240-260 грама, а унутрашњи притисак 0,175-0,225 атмосфера. Материјал израде је најчешће исти као и за дворанску одбојку.

### Произвођачи лопти
Компанија Спалдинг која је направила прву одбојкашку лопту и даље производи лопте за званичну употребу. Поред њих, најпознатији произвођачи одбојкашких лопти су: Тахикара, Коско, Молтен, Вилсон, Микаса, Мизуно, Најки, Индпро, Баден и Вилсон Квик Сенд.
Микаса је званични произвођач лопти које се користе на мечевима у организацији и под окриљем FIVBа, Међународне одбојкашке федерације, и за дворанску и за одбојку на пијеску. Молтен је произвођач лопти које се користе на мечевима дворанске одбојке у организацији и под окриљем Одбојкашке федерације САД, док Вилсон производи лопте за мечеве одбојке на пијеску у организацији Асоцијације одбојкашких професионалаца. 